# Золло, Михаил Михайлович
Михаил Михайлович Золло (1882—1973) — советский артист цирка, клоун и дрессировщик животных. Заслуженный артист РСФСР (1939). 

## Биография
Родился в 1882 году в Пензенской губернии Российской империи. 
В цирке начинал как дрессировщик собак, вольтижер на лошади, жонглер. В 1922 году создал большую группу дрессированных животных (собаки, лошади, зебры, верблюды и другие.) Выступал и как клоун-буфф, сопровождая шутками выступления животных. С 1949 года жил в Киеве, где организовал мини-зоопарк.
Умер в 1973 году. Похоронен в Киеве на Байковом кладбище.

## Ссылка
- domaschniy-teatr.ru(рус.)